# Kamil Jankovský
Kamil Jankovský, né le 10 mars 1958, est un homme politique tchèque, membre de LIDEM - Libéraux démocrates.

## Biographie

### Formation et carrière
Il a étudié le génie civil à l'université technique de Prague, dont il est diplômé en 1983. Dix ans plus tard, il est recruté par Phar service, une société dont il devient directeur en 1996.

### Engagement politique
Il rejoint l'Alliance civique démocratique (ODA) en 1994. Huit ans plus tard, il adhère aux Démocrates européens (SNK-ED) et est élu au conseil du dixième arrondissement de Prague, où il siège jusqu'en 2006. Lors des élections législatives des 28 et 29 mai 2010, il se présente sur la liste du parti des Affaires publiques (VV), en vertu d'un accord entre les VV et SNK ED. Il n'est toutefois pas élu.
Le 13 juillet suivant, il est nommé ministre du Développement régional dans le gouvernement dirigé par Petr Nečas. Il participe, en mai 2012, à la fondation du parti LIDEM - Libéraux démocrates. Le 10 juillet 2013, l'indépendant František Lukl le remplace.